# Pulizia disco
Pulizia disco, precedentemente noto come Pulitura disco (cleanmgr.exe), è un'utilità per la manutenzione del computer inclusa in Microsoft Windows, progettata per liberare spazio sul disco rigido del computer. L'utilità ricerca e analizza il disco rigido per trovare i file che non sono più utili al sistema e offre la possibilità all'utente di eliminarli. Ci sono differenti categorie di file che possono essere eliminate quando si esegue l'analisi iniziale del disco.

## Descrizione
Su Windows 7 Home Premium 64 bit aggiornato, Pulizia disco proporrà le seguenti voci. 
- Programmi scaricati
- File temporanei Internet
- Pagine Web offline
- File di novità sui giochi
- File di statistiche sui giochi
- Cestino
- File di backup del Service Pack
- File di registro di installazione

Pulizia disco in Windows 7

- File di dump della memoria degli errori di sistema
- File temporanei
- Anteprima
- Pulizia di Windows Update
- File utente della segnalazione errori Windows
- File di sistema della segnalazione errori Windows

L'elenco qui sopra, tuttavia, varia secondo la configurazione del computer e del sistema operativo.
Oltre a rimuovere i file non necessari, gli utenti hanno anche l'opzione di compressione dei file ai quali non si è avuto accesso in un determinato periodo di tempo. Questa opzione fornisce uno schema di compressione sistematica. Raramente i file sono compressi per liberare spazio su disco, lasciando i file utilizzati di frequente non compressi per tempi di accesso di lettura/scrittura. Se dopo la compressione dei file, un utente desidera accedere a un file compresso, i tempi di accesso possono essere aumentati e variare da sistema a sistema. In aggiunta alle categorie che appaiono sulla scheda di Pulitura disco, la scheda "Più opzioni" offre opzioni aggiuntive per liberare spazio sul disco rigido attraverso la rimozione dei componenti facoltativi di Windows, programmi installati e tutti i punti di ripristino, tranne il più recente punto o Copia Shadow dati in alcune versioni di Microsoft Windows.

## Alternative di terze parti
- Red Button, su pothos.ru. URL consultato il 25 gennaio 2011 (archiviato dall'url originale il 25 novembre 2010).
- CCleaner